# Borduria impressus
Borduria impressus är en insektsart som beskrevs av Walker 1870. Borduria impressus ingår i släktet Borduria och familjen dvärgstritar. Inga underarter finns listade i Catalogue of Life.